# Buffalo buffalo Buffalo buffalo buffalo buffalo Buffalo buffalo

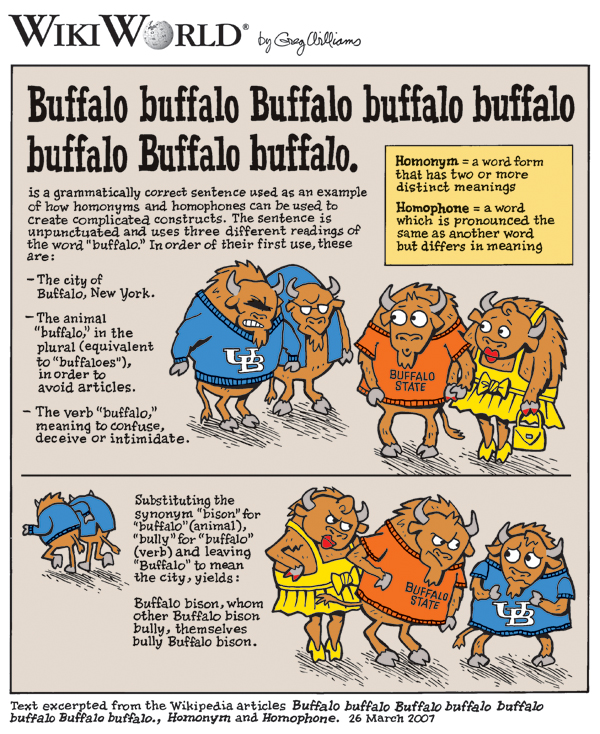
Fumetto in lingua inglese che illustra il concetto.

«Buffalo buffalo Buffalo buffalo buffalo buffalo Buffalo buffalo» è una frase grammaticalmente valida della lingua inglese.
È usata come esempio di come omonimi e omofoni possono essere combinati per creare una frase complessa. La frase è stata ripresa nella letteratura in diverse forme a partire dal 1967, quando venne presentata nel libro Beyond Language: Adventures in Word and Thought di Dmitri Borgmann.

## Costruzione della frase
La frase in lingua inglese non ha segni di punteggiatura e utilizza tre diversi significati della parola «buffalo»:
- Buffalo (c.) come città statunitense dello stato di New York;
- Buffalo (a.) come animale, il bisonte americano (Bison bison). Tale parola al plurale può rimanere invariata, quindi può significare sia «bisonte» che «bisonti»;[3]
- Buffalo (v.) come verbo, to buffalo, che significa «sconcertare» e «intimidire».

In questo caso, si ottiene:
che si potrebbe tradurre così:
o meglio:
o, volendo limare ambiguità sintattiche:

## Utilizzi
Thomas Tymoczko ha notato che non c'è niente di speciale nel ripetere otto volte il termine «buffalo»; qualsiasi frase in lingua inglese composta esclusivamente da «buffalo», ripetuta anche per un numero imprecisato di volte, è grammaticalmente corretta. La frase più breve ottenuta con questo metodo è «Buffalo!», che può esser considerata un imperativo di intimidire o prendere in giro qualcuno («[You] buffalo!») con il pronome personale you sottinteso.

## Esempi simili
Altre parole inglesi possono essere usate per comporre frasi contenenti alcune ripetizioni consecutive, senza che queste ultime debbano necessariamente avere un senso. Va bene qualsiasi parola che sia allo stesso tempo un sostantivo animato plurale e un verbo transitivo. Altri termini che possono essere utilizzati in questo modo sono police, fish, smelt, char, people e bream.
Un esempio in qualche modo simile e senza punteggiatura è James while John had had had had had had had had had had had a better effect on the teacher. La frase potrebbe riguardare un'ipotetica classe scolastica inglese in cui si discute dell'uso della parola had. Volendo inserire la punteggiatura verrebbe:
In italiano, una frase analoga a «Buffalo buffalo Buffalo buffalo buffalo buffalo Buffalo buffalo» potrebbe essere creata assai difficilmente, perché si tratta di una lingua che utilizza articoli e preposizioni. Su la Repubblica un lettore ha proposto una frase più breve in forma di titolo di giornale: «Bandito: bandito bandito» un malvivente sarebbe cioè stato allontanato da Bandito, una frazione vicino a Bra, in provincia di Cuneo. Un altro gioco di parole che, in modo simile, si basa sul valore polisemico di alcune parole (sebbene non sia composto soltanto da omografi) sarebbe: «Prese dove Mise mise mise mise misero misero mise misero Prese prese tre»; 
( Tano Parmeggiani e Carlo Eugenio Santelia, Il grande libro degli enigmi: antologia di problemi insoliti, trappole logiche e rompicapo di ogni tempo e latitudine, Milano, Rizzoli, 1975,  pp. 17.196.)
Altro gioco di parole, simile a quello di Bandito, potrebbe essere: «Perito: perito per ITO per rito Perito, peritoso perito perito», cioè un titubante (peritoso) ma esperto (quindi perito) consulente tecnico chiamato Perito di cognome morto, a causa di ossido di indio-stagno (ITO) utilizzato in un rito, a Perito, un comune italiano della provincia di Salerno, in Campania oppure Perito, frazione del comune di Casali del Manco, nella provincia di Cosenza, in Calabria.